# Ukaz z 15 maja 1851 roku
Ukaz z 15 maja 1851 roku – ukaz carski wydany 15 maja 1851 r. dla Królestwa Polskiego, zwalniający mieszkańców z obowiązku opłacania składki szkolnej i zapisywania dzieci do szkół elementarnych.

## Historia

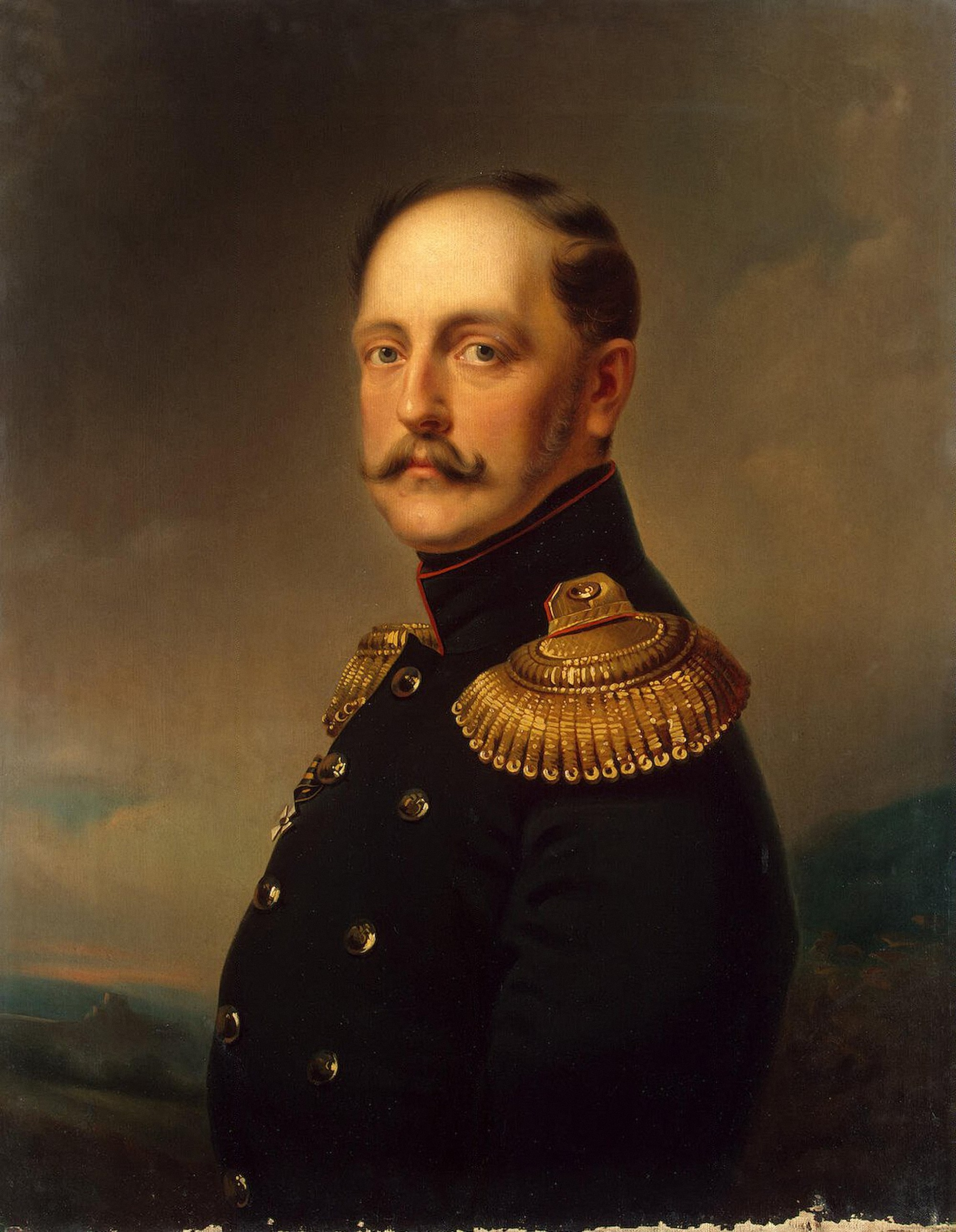
Car Mikołaj I Romanow

Składka szkolna była w zaborze rosyjskim obowiązkowa od 1834 r. tam, gdzie istniały szkoły elementarne. W 1847 r. oddano w ręce kuratora kontrolę nad budżetami szkół i wszelkie nadwyżki w ich budżetach, które w teorii miały służyć remontom i budowie nowych szkół. Po Wiośnie Ludów rząd rosyjski dążył do dalszego ograniczenia szkolnictwa na ziemiach polskich, w związku z czym w 1851 r. wydano ukaz zwalniający mieszkańców z obowiązku opłacania składki szkolnej.
Ukaz doprowadził do regresu oświaty na terenie Królestwa Kongresowego, gdyż wielu chłopów rezygnowało z wydatków na utrzymywanie szkoły ze względu na swoją trudną sytuację finansową. Również wśród szlachty ukaz spowodował zaprzestanie opłacania składek szkolnych, gdyż postrzegano szkolnictwo za zagrożenie jako źródło antyszlacheckiej propagandy oraz wsparcie dla chłopów (jako doradcy czy spisujący skargi). Rosyjskie władze zabroniły również władzom gubernialnym budowania lub remontowania szkół ze środków publicznych – wszelkie koszty miały pokrywać składki.
Skutkiem ukazu był szybki spadek liczby szkół w Królestwie Polskim na wsi: do 1861 r. liczba szkół elementarnych spadła z 751 do 552, a liczba uczniów z 64 281 do 56 670. W 1860 r. odsetek analfabetów sięgał w Królestwie Kongresowym 79,2%. Zmianę tej sytuacji miały przynieść zmiany forsowane przez Aleksandra Wielopolskiego i zawarte w Ustawie z 20 maja 1862 r. o wychowaniu publicznym w Królestwie Polskim, która przywracała szkole polski charakter i nakładała na gminy obowiązek utworzenia przynajmniej jednej szkoły elementarnej. W związku z powstaniem styczniowym nowe przepisy nie weszły w życie.